# 新学伪经考
《新学伪经考》是康有为撰写的一部討論古文經學經典之真僞的著作。

## 概述
《新学伪经考》初刊于光绪十七年（1891年），“舍古文而从今文，辨伪经而得真经”。康有为在讀《史记》的《河间献王传》以及《鲁共王传》時並未載發現古文經一事，故而斷定古文之伪，《古文尚书》、《左传》、《毛诗》等都是西汉末年刘歆伪造的，“始作伪，乱圣制者，自刘歆；布行伪经、篡孔统者，成于郑玄”，至於刘歆制造伪经的目的，则是为了帮助王莽篡夺政权。他说：“王莽以伪行篡汉国，刘歆以伪经篡孔学，二者同伪，二者同篡。”故撰《新学伪经考》一书。書中又稱秦焚書並未厄及六經，漢朝六經博士所讀孔門足本，並無殘缺。而且孔子所用的字即秦漢時的篆書，根本無今文、古文之目。
《新学伪经考》一經出版即造成轟動。光绪二十年（1894年）遭朝廷降旨以“惑世誣民”為由加以毁版。1898年戊戌变法中再刻，戊戌变法失败又遭朝廷降旨毁版。1900年朝廷再次降旨毁版。

## 学术贡献
梁启超在《清代学术概论》认为此書“使清学正统派之立脚点，根本摇动，一切古书，皆须重新检查估价，此实思想界一大飓风也”。1929年錢穆以《劉向歆父子年譜》一書，由史入经，列举事实，駁斥《新學偽經考》不可通者二十有八端，即有二十八項不能成立的理由，說明康書中見解儘是穿鑿、扭曲與附會。錢書一出版即震惊北京学术界。
钱穆還宣称康有为此书“亦非自创，而特剽窃之于川人廖平”。廖平本人亦曾經致函康有为加以指责：“……弹指之间，遂成数万宝塔，何其盛哉！……每大庭广众中，一闻鄙名，足下进退未能自安……”。廖平宣稱《新學偽經考》祖述《辟劉篇》，《孔子改制考》祖述《知聖篇》。康有為本人表示並未抄襲廖平，他根本沒見過《闢劉篇》。
事實上，自刘逢禄、龚自珍、魏源到廖平，许多学者都曾對古文經加以質疑。早在1887年，廖平即著有《今古学考》一书，而康、廖二人曾於1889年在廣州兩次會晤，《新学伪经考》完成于1891年。康有为可能曾受过廖平的启发。梁启超也说：“康先生之治公羊，治今文也，其渊源出自井研（廖平），不可诬也。”
崔适1911年写信给钱玄同，极力称赞此书，称，
《新学伪经考》字字精确，自汉以来未有能及之者。
钱玄同曾为该书1931年北平文化学社方國瑜校點本作序。该序后来改题为《重论经今古文学问题》发表于1932年6月北京大学《国学季刊》第3卷第2号。钱玄同在该文中从历史学的角度指出了该书的学术价值，称，
凡治历史科学，第一步必要的工作是“审查史料的真伪”，简称可曰“辨伪”。
钱又称，
过去的学术界，是被“宗经”的思想支配的。而自宋以来多数学者所宗之经，则更是杂凑之书，就是流俗所谓十三经也者。
钱玄同认为，《新学伪经考》正是一部审查“经”真伪的具有开创性的著作。他还断然驳斥了康书抄袭廖平著作的说法，称，
我以为康氏政见之好坏，今文经说之然否，那是别一问题。就《新学伪经考》这书而论，断不能与廖平的《今古学考》等书相提并论。廖氏之书，东拉西扯，凭臆妄断，拉杂失伦，有如梦呓，正是十足的昏乱思想的代表，和“考证”、“辨伪”这两个词儿断断联接不上。康氏这书，全用清儒的考证方法。——这考证方法是科学的方法，吾友胡适之(适)先生曾用很精炼的两句话来说明这方法：“尊重事实，尊重证据”；“大胆的假设，小心的求证”。——他这书证据之充足，诊断之精核，与顾炎武、阎若璩、戴震、钱大昕、段玉裁、王念孙、王引之、俞樾、黄以周、孙诒让、章太炎（炳麟）师、王国维诸人的著作相比，决无逊色，而其眼光之敏锐尚犹过之；求诸前代，惟宋之郑樵、朱熹，清之姚际恒、崔述，堪与抗衡耳。
钱玄同認爲，
书中最重大的发明有二点：

(1)秦焚六经未尝亡缺；

(2)河间献王及鲁共王无得古文经之事。
除了優點外，钱玄同也逐一指出了該書在考證中存在的錯誤和問題。
顾颉刚在《五德终始说下的政治和历史》中有言曰：　　
康有为为适应时代需要而提倡“孔教”，以为自己的“变法说”的护符，是一件事；他站在学术史的立场上打破新代出现的伪经传又是一件事。

## 目錄
- 秦焚六经未尝亡缺考第一
- 史记经说足证伪经考第二
- 汉书艺文志辨伪第三上
- 汉书艺文志辨伪第三下
- 汉书河间献王鲁共王传辨伪第四
- 汉书儒林传辨伪第五
- 汉书刘歆王莽传辨伪第六
- 汉儒愤攻伪经考第七
- 伪经传于通学成于郑玄考第八
- 后汉书儒林传纠谬第九
- 经典释文纠谬第十
- 隋书经籍志纠谬第十一
- 伪经传授表第十二上
- 伪经传授表第十二下
- 书序辨伪第十三
  - 附：尚書篇目異同真僞表
- 刘向经说足证伪经考第十四
- 重刻伪经考后序

## 版本
- 康有爲，新學僞經考，广州：万木草堂，光绪十七年
- 康有爲，僞經考，广州：万木草堂，1917年
- 康有爲撰、方國瑜校點，新學僞經考，北平：北平文化學社，1931年
- 康有爲，僞經考，上海：商务印书馆，1936年（收入國學基本叢書）
- 康有爲，新學僞經考，北京：中華書局，1953年
- 康有爲著，章錫琛點校，新學僞經考，上海：古籍出版社，1956年
- 康有爲，僞經考，臺北：商務印書館，1969年
- 康有爲，新學僞經考（康南海先生遺著匯刊·第一册），臺北：宏業書局，1976年
- 康有爲，新學僞經考，臺北：盤庚出版社，1978年
- 康有爲，新學僞經考，臺北：世界書局，1979年
- 康有為撰，朱維錚、廖梅編校，新學僞經考，北京：生活·讀書·新知三聯書店，1998年
  - 康有為撰，朱維錚、廖梅編校，新學偽經考，香港：三聯書店（香港）有限公司，1998年
- 康有爲，新學僞經考，臺北：世界書局，2009年

## 内容
以下拣选该书中的重要结论等，依卷目罗列：
- 秦焚六经未尝亡缺考第一

统而计之：其一，博士所职，六经之本具存，七十博士之弟子当有数百，则有数百本诗、书矣，此为六经监本不缺者一；其二，丞相所藏，李斯所遗，此为六经官本不缺者二；其三，御史所掌，张苍所守，此为六经中秘本不缺者三；其四，孔氏世传，六经本不缺者四；其五，齐、鲁诸生，六经读本不缺者五；其六，贾祛、吴公传，六经读本不缺者六；其七，藏书之禁仅四年，不焚之刑仅城旦，则天下藏本必甚多，若伏生、申公之伦，天下六经读本不缺者七；其八，经文简约，古者专经在讽诵，不徒在竹帛，则口传本不缺者八。有斯八证，六艺不缺，可以见孔子遗书复能完，千岁蔀说可以祛，铁案如山，不能动摇矣。
- 史记经说足证伪经考第二

虽其书多为刘歆所窜改，而大体明粹，以其说与《汉书》相校，真伪具见。孔子六经之传，赖是得存其真。史迁之功，于是大矣。儒林传详传经之人，今以为主，而孔子世家、河间献王、鲁共王世家附焉。窜附之说，并辨于后。
- 孔子世家

史迁所述六经篇章恉义，孔氏世家传授，齐、鲁儒生讲习如此，六经完全，皆无缺失，事理至明。史迁去圣不远，受杨何之易于父谈，问书故于安国，闻春秋于董生，讲业齐、鲁之都，亲登孔子之堂，观藏书、礼器，若少有缺失，寧能不言邪？此为孔子传经存案，可为铁证。
- 河间献王世家
- 鲁共王世家

古文诸伪经，皆托于河间献王、鲁共王，以史迁考之，寥寥仅尔。若有搜遗经之功，立博士之典，史迁尊信六艺，岂容遗忽？若谓其未见，则左氏乃其精熟援引者，天下遗文古事靡不毕集太史公，不容不见矣。辨详于下。此为无古文之存案，并儒林传考之，古文经之出于伪撰，“铁案如山摇不动，万牛囘首丘山重”矣。
- 儒林传

按：申公为荀卿再传弟子，高祖至鲁，已能从师而见。辕固生至景帝时罢归，年九十余，当秦时，年已二十余矣。韩生为文帝博士，必为当时耆儒。三家盖皆读秦焚前书者。齐、鲁诸儒生千百，而三家所传，“其归一也”，其为孔子之传确矣。三家之外，史公无一字。此为孔子《诗》学存案，而后有舍三家而言《诗》者，其真伪可引此案决之。
按：伏生当孝文时，年九十余，计当焚书时，年已六、七十矣。从始皇三十四年焚书之时上推，鲁灭于楚，当庄襄王元年，仅三十七年，正值春申君为相之时。荀卿自齐归春申君，伏生当其时已二三十岁矣，上距孟子亦不过数十年。齐、鲁诸儒生千百，而治《尚书》者唯伏生为首，藏书之禁仅数年，藏书之刑仅城旦，不能害也。然则伏生之《书》为孔子之正传确矣。此为孔子《书》学存案。而后有舍伏生而言《书》者，其真伪可引此案决之。
按：《礼》以高堂生为最本，而高堂生传《礼》凡十七篇。《孔子世家》所言诸儒习《乡饮》、《大射》在其中，《王制》所言冠、昏、丧、祭、乡、相见在其中，《礼运》、《昏义》所言冠、昏、丧、祭、射、乡、朝、聘在其中。孔子传十余世不绝，诸生以时习《礼》其家，其为孔子之传确矣。此为孔子《礼》学存案。而后有舍高堂生之《礼》而言《礼》者，其真伪可引此案决之。
《易》不经焚，为完书，上自商瞿为嫡派，下至田何、杨何。太史迁为杨何再传弟子，其为孔子之传尤确矣。此为孔子《易》学存案。而后有舍田何、杨何而言《易》者，其真伪可引此案决之。
《春秋》但有《公》、《谷》二家。胡母生，孝景时为博士，且以老归矣，其传《春秋》必在秦前。上述《春秋》云“学者多录焉”，则齐、鲁诸生传《春秋》之盛可知。其为孔子之传确矣。此为孔子《春秋》学存案。而后有舍《公》、《谷》，而言《春秋》者，其真伪可引此案决之。
或疑诸经古文不列学官，以《儒林传》从功令、依博士叙之，其不列学官者，自不能及。释之曰: 若古文为真，《古文逸书》亦不列学官，而《儒林传》已言之。同为不列学官，于《古文逸书》则详之，于《毛诗》、《逸礼》、《周官》、《左传》则略之，岂情理乎？此可一言断也。
按：史迁述六艺之序，曰：“《诗》、《书》、《礼》、《乐》、《易》、《春秋》。”凡西汉以前之说皆然。……聊举数条例之，从无异说。此为孔门六经之序存案，可为铁证。其有舍史迁《儒林传》，而颠倒其序者，其真伪可引此案决之。
- 太史公自序

按：……《左传》从《国语》分出，又何疑焉？
史迁叙六艺之恉，兼及其所受六艺之学，著书之由，见书之故，少则讲业齐、鲁之都，长则续纂太史之职，天下遗文古事咸集，不言孔氏有古文之逸经，则伪经之证殆不足辨也。
“古今作伪如出一轨，《儒林传》所以独窜《古文尚书》，而不他及，犹《封禅书》之窜《周官》，《十二诸侯年表》之窜《左氏春秋》，皆于旁见侧出，以乱人耳目。作伪之诀皆如是，一经勘破，肺肝如见。今将刘歆窜乱之文条列于下”：
- 古文八条
- 诗书六条言《书序》者先焉。
- 礼二条
- 易三条
- 春秋九条

- 汉书艺文志辨伪第三上
- 汉书艺文志辨伪第三下
- 汉书河间献王鲁共王传辨伪第四
- 汉书儒林传辨伪第五
- 汉书刘歆王莽传辨伪第六
- 汉儒愤攻伪经考第七
- 伪经传于通学成于郑玄考第八
- 后汉书儒林传纠谬第九
- 经典释文纠谬第十
- 隋书经籍志纠谬第十一
- 伪经传授表第十二上
- 伪经传授表第十二下
- 书序辨伪第十三
  - 附：尚书篇目異同真伪表
- 刘向经说足证伪经考第十四